# Esquirol unicolor
L'esquirol unicolor (Callosciurus concolor) és una espècie de rosegador de la família dels esciúrids. Viu a la meitat meridional de la península de Malaca. Al nord-oest, arriba fins a la desembocadura del riu Trang o del riu Palian. Durant molt de temps fou considerat una subespècie de l'esquirol ventregrís (C. caniceps).

## Característiques
L'esquirol unicolor és una espècie de mida mitjana del gènere Callosciurus, amb una llargada de cap a gropa de 28 cm de mitjana. El color de base del pelatge és el gris. La part central de l'esquena presenta tons rogencs. Aquesta coloració arriba fins a la base de la cua, però no fins als flancs, ni a la regió inguinal ni al coll. La punta de la cua és negrosa, però no contrasta gaire amb la resta de la cua, de coloració grisa. El ventre és argentat. És més petit que el seu parent més proper, l'esquirol ventregrís (C. caniceps). L'esquirol ventregrís té l'esquena més aviat taronja-grisa i aquesta coloració s'estén als flancs i la regió inguinal. A banda d'això, les dues espècies tenen crides d'aparellament ben diferents. L'esquirol unicolor es pot diferenciar de l'esquirol dels plataners (C. notatus) i l'esquirol de banda negra (C. nigrovittatus), que també es troben a la península de Malaca, per l'absència de bandes als flancs.

## Hàbitat i distribució
Viu a la península de Malaca, en boscos primaris i secundaris, plantacions, jardins i parcs dels suburbis, fins a altituds de 1.135 metres sobre el nivell del mar. Els boscos que habita solen estar dominats per arbres de la família de les dipterocarpàcies. Es nodreix de fruits, fulles, escorça, flors i insectes. Prefereix els fruits d'Artocarpus elasticus, Piper adancum i Ficus i les fulles de bambú gros.